# Satayit (Virrey de Kush)
Satayit o Ahmose Satayit fue el primer gobernador  de Kush del que se sabe seguro que llevó el título de "Hijo del Rey en Kush", equivalente a Virrey de Kush. Antes de él Kamose tuvo un virrey (Teti) y  también Ahmose I (Djehuti), pero ninguno llevó el título de "Hijo del Rey" (Sa-nesut-en-Kush).
Anteriormente, el gobierno de Kush recaía en el Administrador (alcalde) de Nejen (Hieracómpolis), la capital del tercer nomo. El gobernador anterior a Satayit fue un dignatario llamado Hormeini, que era el alcalde de Hieracómpolis.
Ahmose Satayit sirvió como virrey bajo Ahmose I y durante los primeros años de Amenhotep I. A principios del reinado de Amenhotep I, el cargo pasó de Satayit a su hijo Ture. El cargo de virrey no era hereditario, así que el hijo de Ture, Patjenna, no fue "hijo del Rey".